# Laignes
Laignes é uma comuna francesa na região administrativa da Borgonha-Franco-Condado, no departamento de Côte-d'Or. Estende-se por uma área de 39,3 km². Em 2010 a comuna tinha 696 habitantes (densidade: 17,7 hab./km²).